# Challakere
Challakere là một thị xã của quận Chitradurga thuộc bang Karnataka, Ấn Độ.

## Địa lý
Challakere có vị trí 14°19′B 76°39′Đ / 14,32°B 76,65°Đ Nó có độ cao trung bình là 585 mét (1919 foot).

## Nhân khẩu
Theo điều tra dân số năm 2001 của Ấn Độ, Challakere có dân số 49.065 người. Phái nam chiếm 51% tổng số dân và phái nữ chiếm 49%. Challakere có tỷ lệ 69% biết đọc biết viết, cao hơn tỷ lệ trung bình toàn quốc là 59,5%: tỷ lệ cho phái nam là 75%, và tỷ lệ cho phái nữ là 62%. Tại Challakere, 12% dân số nhỏ hơn 6 tuổi.